# 日産・B17
B17は、日産自動車が2012年より製造・販売しているCセグメントクラスのセダン型乗用車の型式名。世界120か国での販売が行われる世界戦略車である。
日本、中国、タイ市場などではシルフィとして、北米市場ではセントラとして、オセアニア市場ではパルサーセダン、台湾市場ではスーパーセントラ/セントラエアロ（2012年販売型）→セントラ（2015年改良型）として販売される。

## 概要
2012年4月に中国において開催された北京モーターショーにおいてシルフィ（中国語表記は軒逸）として発表され、同年7月に中国市場で最初に発売された。中国市場に続いてタイ市場では同年7月に、北米市場では10月に、日本市場では12月に発売された。
型式はシルフィ（ブルーバードシルフィ）のG系ではなく、サニーやセントラのB系を継承した「B17」となっている。
シルフィとしての生産は中国広東省広州市の東風汽車有限公司花都工場およびサムットプラーカーン県のタイ日産タイ工場、神奈川県横須賀市の日産自動車追浜工場で行われ、タイで製造されたモデルは中国と日本と台湾を除いたアジア各国のほか、オセアニア（パルサーセダンとして）、中東市場へと輸出される。追浜工場における生産車はすべて日本国内向けであり、ボディシェル本体・エンジン、トランスミッション、バッテリーなど、部品の35%のみを国産としており、それ以外の65%の部品を生産が先行したタイおよび中国からの輸入とし、ボディパネル部品の一部も輸入している。日本での月間販売目標台数は600台と少数だが、こういった形でのノックダウン生産を行うことで追浜工場の稼働率を上げ、日本のものづくりを守りながら採算も確保することが目指されている。
セントラとしては、5代目B15型および先代である6代目B16型はメキシコのみで生産されていたが、このモデルではアグアスカリエンテス州のメキシコ日産アグアスカリエンテス工場のほか、アメリカ合衆国の北米日産キャントン工場での生産も行われ、生産能力・雇用の増強が行われた。アグアスカリエンテス工場については、B17型生産のために1億5000万ドル以上の投資が行われており、同工場で生産されたセントラはメキシコ国内向けのほか、アメリカ、カナダなどへの輸出が行われる。
台湾においても2013年10月から裕隆日産汽車での生産を開始。車名は先代のブルーバードからスーパーセントラに改名している。これにより、全世界中から「ブルーバード」の車名で販売される車両が消滅した。

## メカニズム

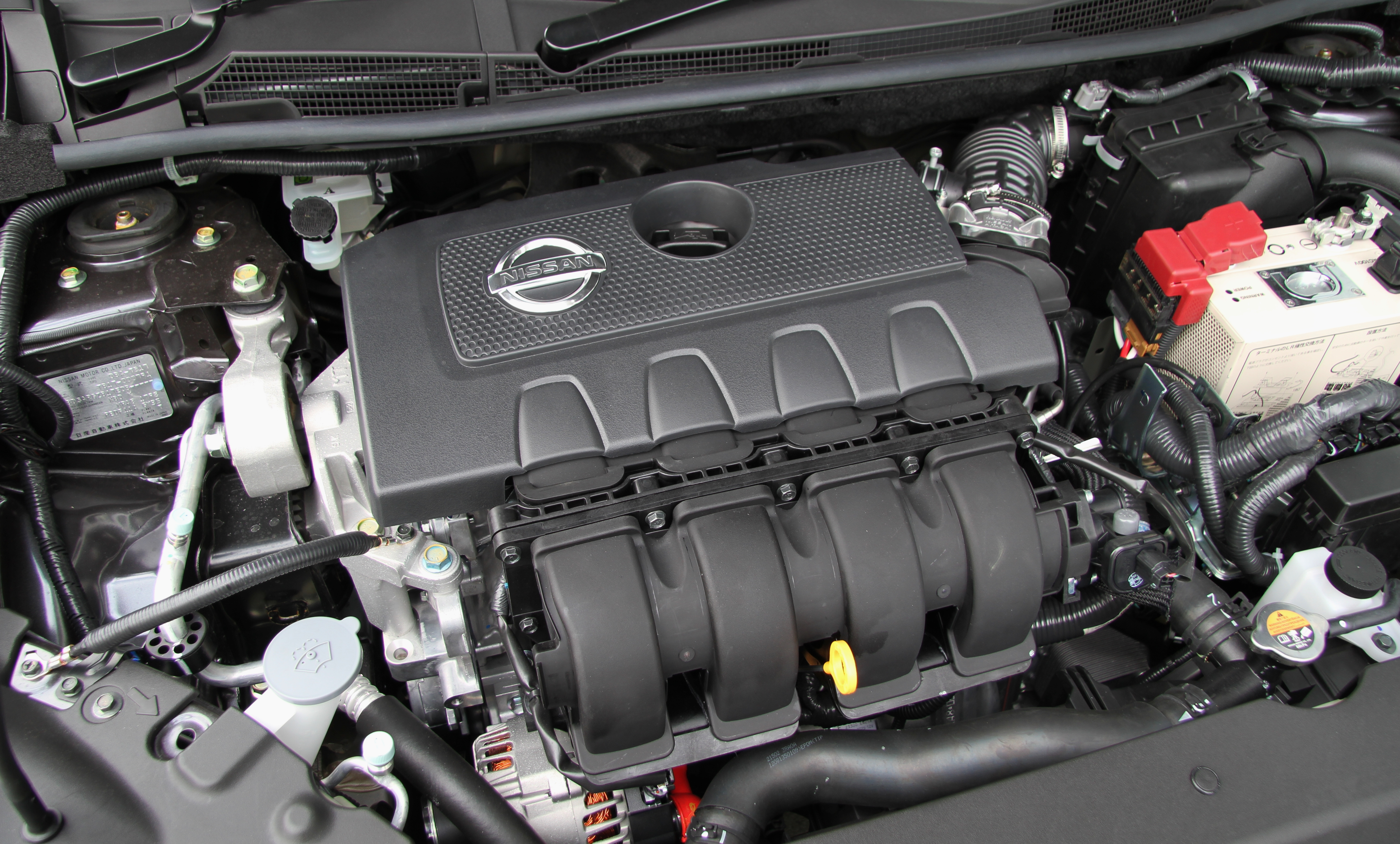
エンジンルーム
（MRA8DE型エンジン搭載車）

エンジンには当初、1.6L 直列4気筒のHR16DE型と、新開発の1.8L 直列4気筒 MRA8DE型の2種類がラインアップされ、HR16DE型には5速MTおよびCVTが、MRA8DE型エンジンには6速MTおよびCVTがそれぞれ組み合わせられる。新開発のMRA8DE型は、同排気量のMR18DE型エンジンと比較して、ロングストローク化、燃焼効率の向上および冷却損失の低減、また最高出力の引き上げが図られている。CVTにはジヤトコ製の副変速機付きJF015E型CVT7が採用された。2014年10月には、シンガポール市場に1.6L 4気筒直噴ターボエンジンであるMR16DDT型を搭載したスポーツモデル「シルフィSSS」が追加されており、こちらには6速マニュアルモード付きのCVTが組み合わせられる。
プラットフォームにはBプラットフォームをベースとした新開発のものが採用され、これによりB16型セントラ比で約68kgの軽量化がなされているほか、室内空間やトランクルームも拡大している。車体については先に発売された2代目C12型ティーダ（パルサーハッチ）と多くの部分を共有している。
ブレーキは、フロントは全車ベンチレーテッドディスクブレーキだが、リアブレーキは市場により異なり、中国仕様およびタイ仕様、豪州仕様、台湾仕様は全車ディスクブレーキが装着されるが、米国仕様車では全車ドラムブレーキで一部グレードにのみディスクブレーキがオプションで装備され、日本仕様車は国内の道路・交通事情の関係上、全車ドラムブレーキ（リーディング・トレーリング）でディスクブレーキは設定されない。

## デザイン

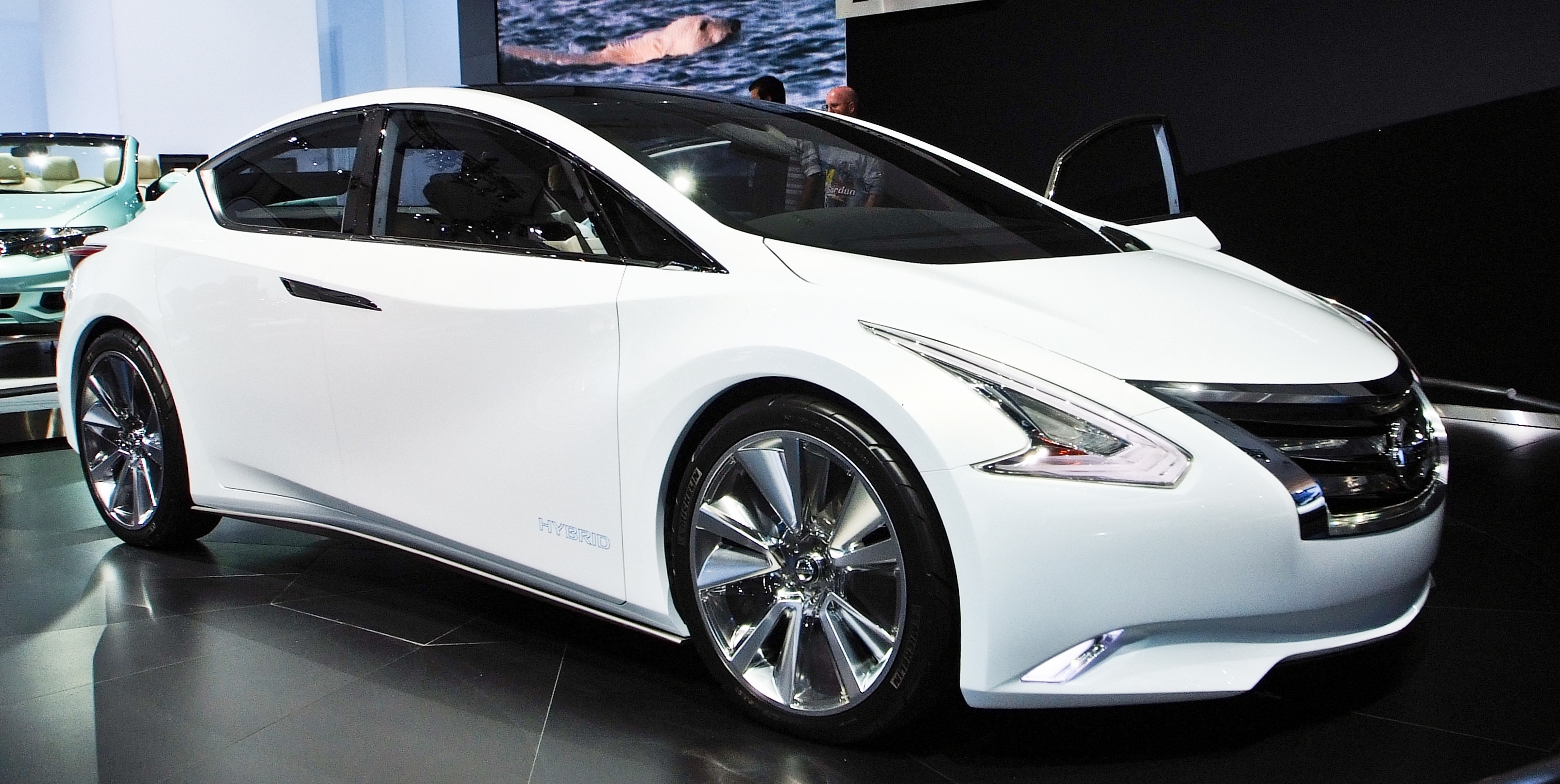
エリュール

ヘッドランプやフロントグリルなどといったエクステリアデザインには2010年11月に開催されたロサンゼルスオートショーで発表されたコンセプトカー、エリュールのデザインが一部取り入れられている。また、テールランプにはLEDが採用され、ヘッドランプにも一部市場の一部グレードを除いてLEDクリアランスランプが装着される。
ボディサイズは先代G11型ブルーバードシルフィと比較して、全長+5mm（フロントオーバーハング+15mm、リアオーバーハング-10mm）、全幅+65mm、全高-15mmとし、よりワイド&ローなプロポーションとしており、またショルダールームを+30mmとし、レッグルームは先代の値を維持している。また、先代セントラとの比較では全長+58mm、全幅-30mm、全高-15mmとなり、車幅は狭まったものの全長が大幅に長くなっている。
空力性能の向上のためにはアンダーフロアにフロントスポイラーやタイヤディフレクターが装着され、Cd値は先代G11型シルフィの0.32から0.29まで向上している。また、北米仕様車の先代B16型セントラのCd値、0.34との比でもCd値は向上しており、低燃費グレードの「FE+」系はCd値を0.27まで向上させている。
仕向けによって後席の仕様が大幅に異なり、シルフィ / パルサーでは背もたれが可倒式ではなくセンターアームレストスルー機構が備わり、後席中央にもヘッドレストが備わる一方、セントラでは左右席のヘッドレストが一体式となり中央席分が省略されているが、背もたれに6:4分割可倒機構が備えられている。
なお、パーキングブレーキは仕向地に関わらず、レバー式が全仕様共通でセンターコンソール前の左側に設置されるため、右ハンドル仕様の場合は運転席側から遠い位置となる。

## 販売
2016年までに世界120の国と地域に投入され、全体で年間50万台の販売が計画されている。

### シルフィ/シルフィクラシック

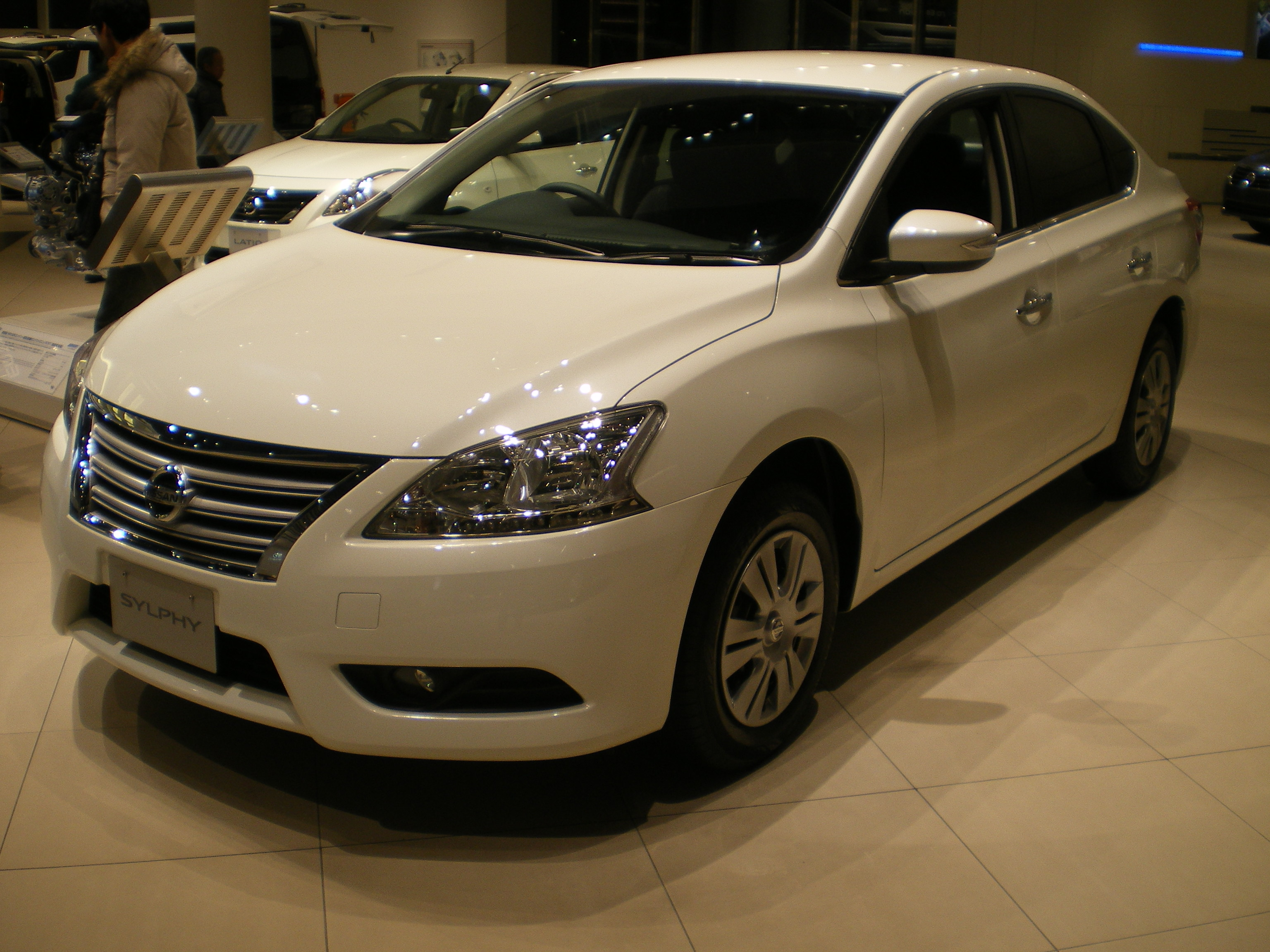
日本仕様車 X

中国市場のほか、日本市場、タイ市場などではシルフィ（中国語表記：軒逸）として販売される。このうち中国市場ではG11型ブルーバードシルフィが「シルフィ」として販売されていたため、シルフィとしては2代目となる（初代は2代目登場以降も「シルフィ クラシック」と名を変えて併売）。日本市場では先代G11型が2代目ブルーバードシルフィとして販売されていたが、「シルフィ」ブランドが定着したためにこのモデルでは車名からブルーバードの名前が外された。これにより1959年の初代ダットサン・ブルーバードの発売以来53年続いた「ブルーバード」の車名が消えることとなった。一方、タイでは隣国のマレーシアセランゴール州のタンチョン・モーター工場においてG10型が製造されていたがG11型の販売はされておらず、ティーダラティオの後継車として投入された。

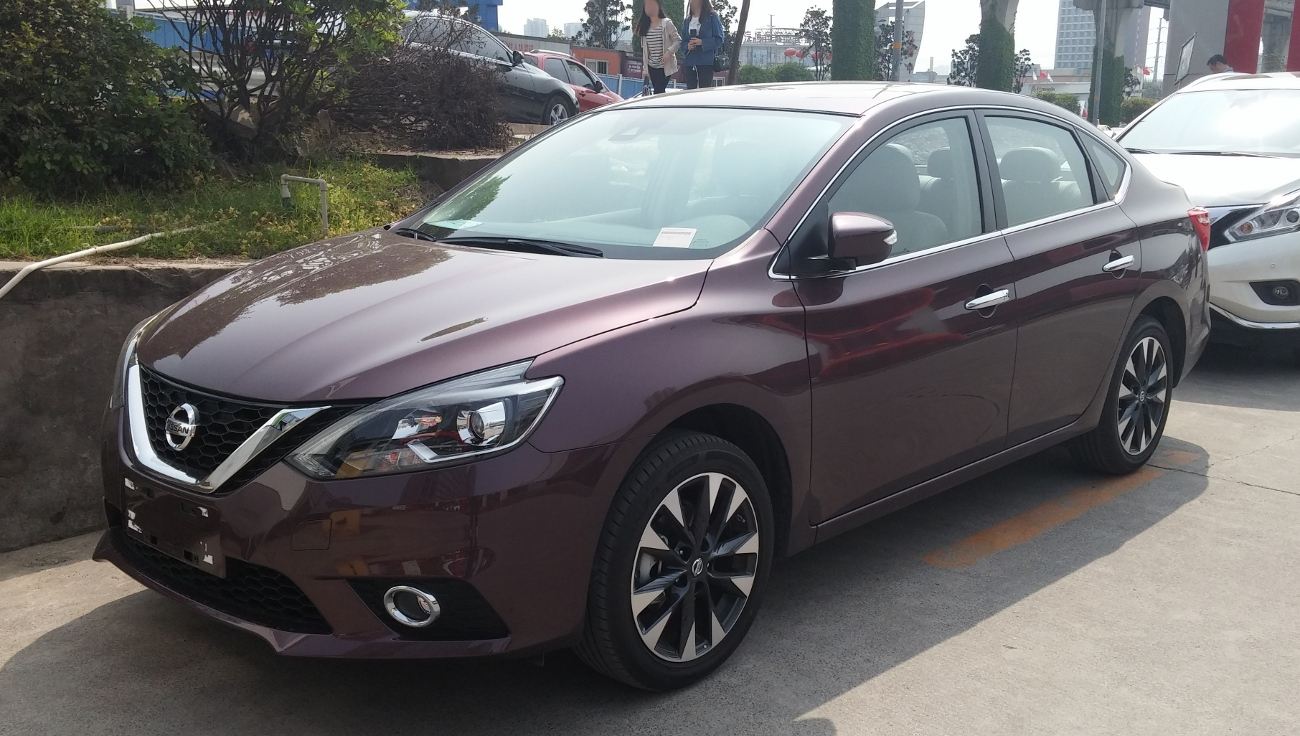
中国仕様車 2015年改良型

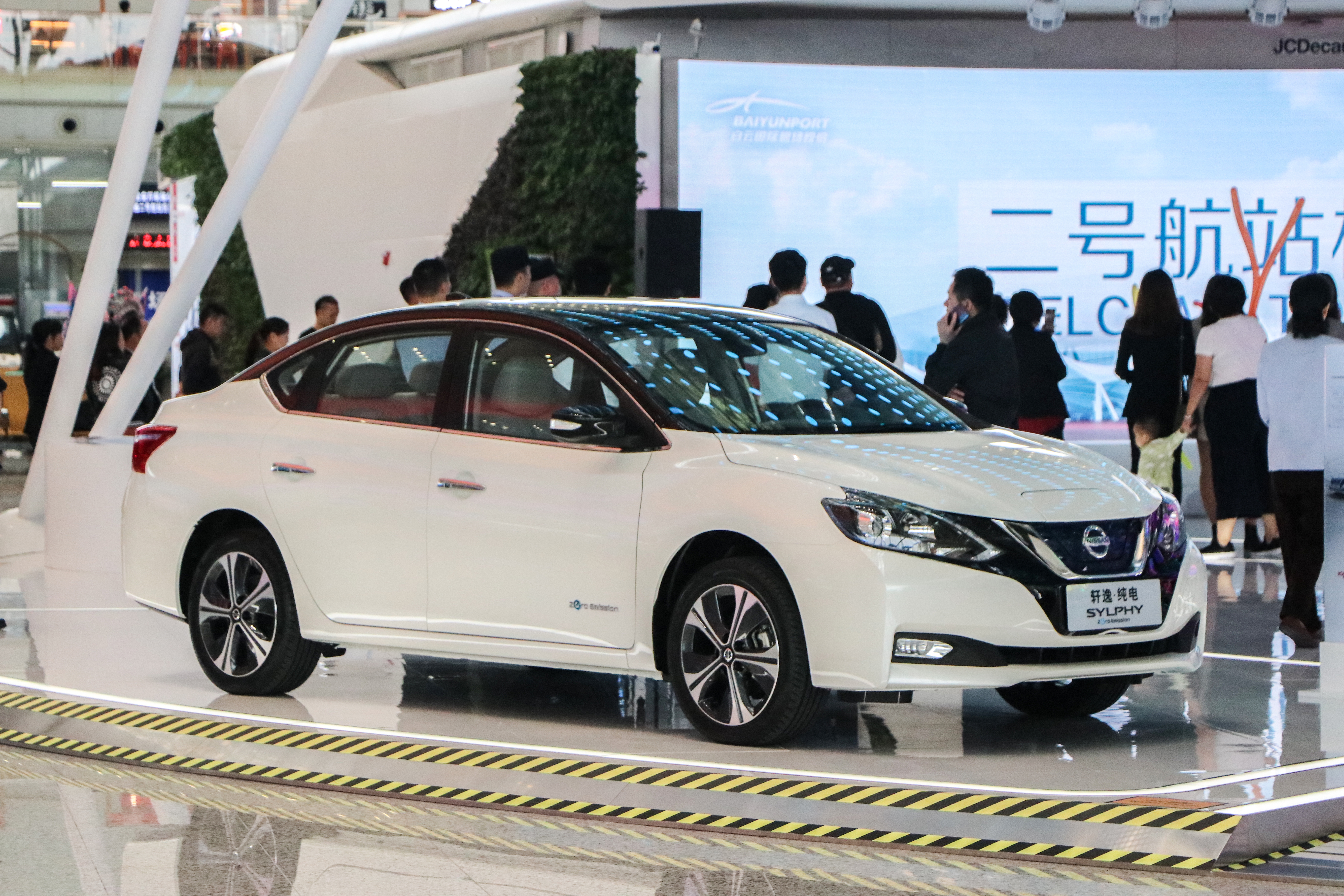
中国仕様電気自動車

中国仕様車には下から「XE」、「XL」、「XV」の3グレードが用意され、1.8Lのみが用意される最上級グレードのXV以外には1.6Lエンジン搭載車と1.8Lエンジン搭載車が用意され、また組み合わせられるトランスミッションは1.8XE、1.8XVはCVTのみ、それ以外のグレードはCVTのほかMT仕様も用意されるが、1.6L車には5速MTが、1.8L車には6速MTが組み合わせられる。最上級グレードの「XV」には17インチアルミホイールが装着され、それ以外には16インチアルミホイールが装備される。「XL」以上のグレードにはサンルーフや運転席パワーシート、本革シートが標準装備され、XVにはカーナビゲーションシステムなども標準装備される。また、LEDクリアランスランプおよびドアミラーウインカーは1.8XLおよび1.8XVのみに標準装備される。
タイ仕様車にも中国仕様車同様1.6Lエンジン搭載車と1.8Lエンジン搭載車が用意され、前者には2014年よりCNG仕様（出力は116PS）が追加されている。グレード構成は1.6Lエンジン搭載車が「S」、「E」、「V」、1.8Lエンジン搭載車が「V」、「VL」となり、全グレードにCVT車が設定されるほか、「S」のみに5速MT車が設定される。「V」、「VL」にはインテリジェントキーシステムや本革シート、後席エアコン吹出口、LEDクリアランスランプなどが標準装備され、「VL」にはカーナビゲーションシステムも標準装備される。再廉価グレードの「S」にはABS、EBD、BAやドアミラーウインカーが装備されない。ホイールは全車に16インチアルミホイールが装着される。
日本仕様車は1.8LエンジンにCVTが組み合わせられたモデルのみが用意される。発売当初は下から「S」、「X」、「G」の3グレード体制だったが、2015年1月に「G」をベースとした「Gルグラン」、同年8月には「X」をベースとしたオーテックジャパン架装グレード「Sツーリング」が追加され、2016年1月現在は計5グレードとなっている（オーテックジャパン特装車である「X 助手席回転シート」を含めると計6グレード）。「G」「Gルグラン」「Sツーリング」には16インチアルミホイールが標準採用されるが、「G」と他2グレードではデザインが異なる。「S」および「X」にはセレナなどの複数車種に採用されている物と同型の15インチフルホイールカバーが装着され、他仕様で設定のある17インチアルミホイールは未設定である。「S」を除いた全車にオートライト、インテリジェントキーシステム、ドアミラーウインカー、オゾンセーフフルオートエアコン、後席エアコン吹出口が標準装備され、「Sツーリング」には「X」にエアロパーツと16インチアルミホイール（後述の「Gルグラン」と同一品）などが追加され、「G」には「X」に加え6スピーカーやキセノンヘッドランプ、木目調フィニッシャー、SRSカーテンエアバッグが、そして「Gルグラン」は本皮革シートや専用デザインの16インチアルミホイールなどが「G」から変更される点である。尚、日本仕様車はトランクリッド右側にキーホールが備わり、メーカーオプションの設定が全くない。
シンガポール市場には2013年3月に投入され、当初はHR16DE型エンジンおよびMRA8DE型エンジン搭載モデルが設定されていたが、2014年10月には新たにMR16DDT型エンジンを搭載する「シルフィSSS」が追加された。
2019年7月、中国でB18型シルフィ登場。それに伴い、G11型シルフィクラシックの販売を終了し、B17型が1.6Lエンジンのみに絞られ「シルフィクラシック（軒逸経典）」として継続販売される。

### セントラ/スーパーセントラ/セントラエアロ

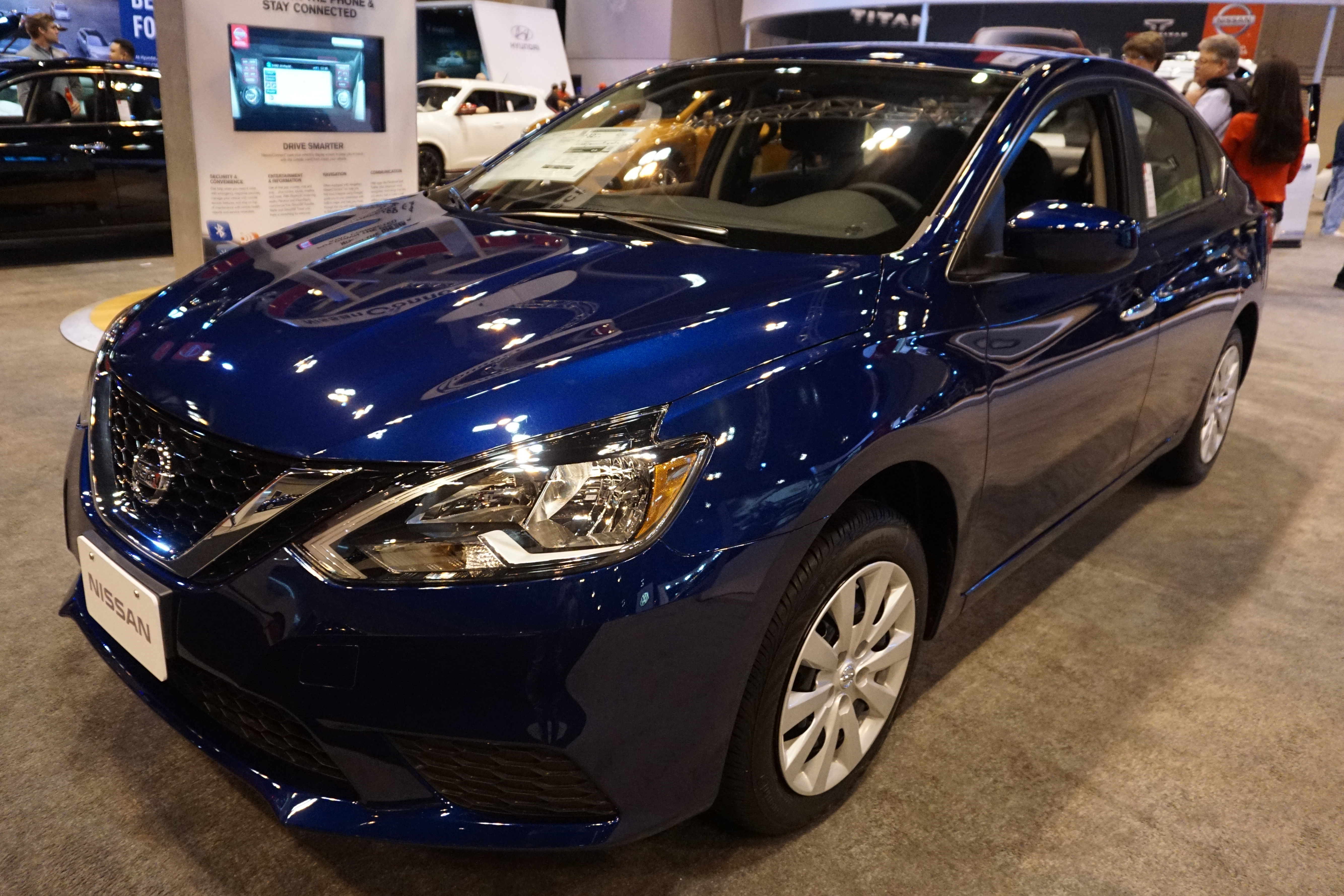
北米仕様　セントラ　2016年モデル

アメリカ合衆国のほか、カナダ、メキシコといった北米各国ならびにロシアにおいては、B17型が6代目B16型セントラの後継車として販売されている。
米国仕様車には下から「S」、「FE+ S」、「SV」、「FE+ SV」、「SR」、「SL」の計6グレードが用意され、1.8Lエンジンのみが用意され、「S」には6速MTとCVTが、それ以外のグレードにはCVTのみが組み合わせられる。リアブレーキは全車ドラムブレーキだが、「SR」、「SL」のみでディスクブレーキをオプションとして選択することができる。また、「SR」、「SL」以外は16インチホイールカバーが装着され、「SR」には専用デザインの17インチアルミホイールが、「SL」にはシルフィと共通デザインの17インチアルミホイールが装着される。スポーティグレードの「SR」には専用フロントバンパー、サイドシルプロテクター、スポーツフロントグリルも装着され、低燃費グレードの「FE+ S」および「FE+ SV」には低転がり抵抗タイヤやリアスポイラー、リアタイヤディフレクター、アンダーボディディフレクターが装備される。LEDクリアランスランプは全車に標準装備されるが、ドアミラーウインカーは最上級グレードの「SL」のみに装備される。
2016年モデルでは大幅にフロントマスクが変更され、近年の日産車におけるデザインアイコン「Vモーション」を採り入れたものとなった。エマージェンシーブレーキやLDWなどといった安全装備も積極的に採り入れられている。また、一部グレードにおいては新たにLoビームにLEDヘッドライトも採用されている。また、2017年モデルからは新たにMR16DDT搭載車をベースに「NISMO」も設定されている。

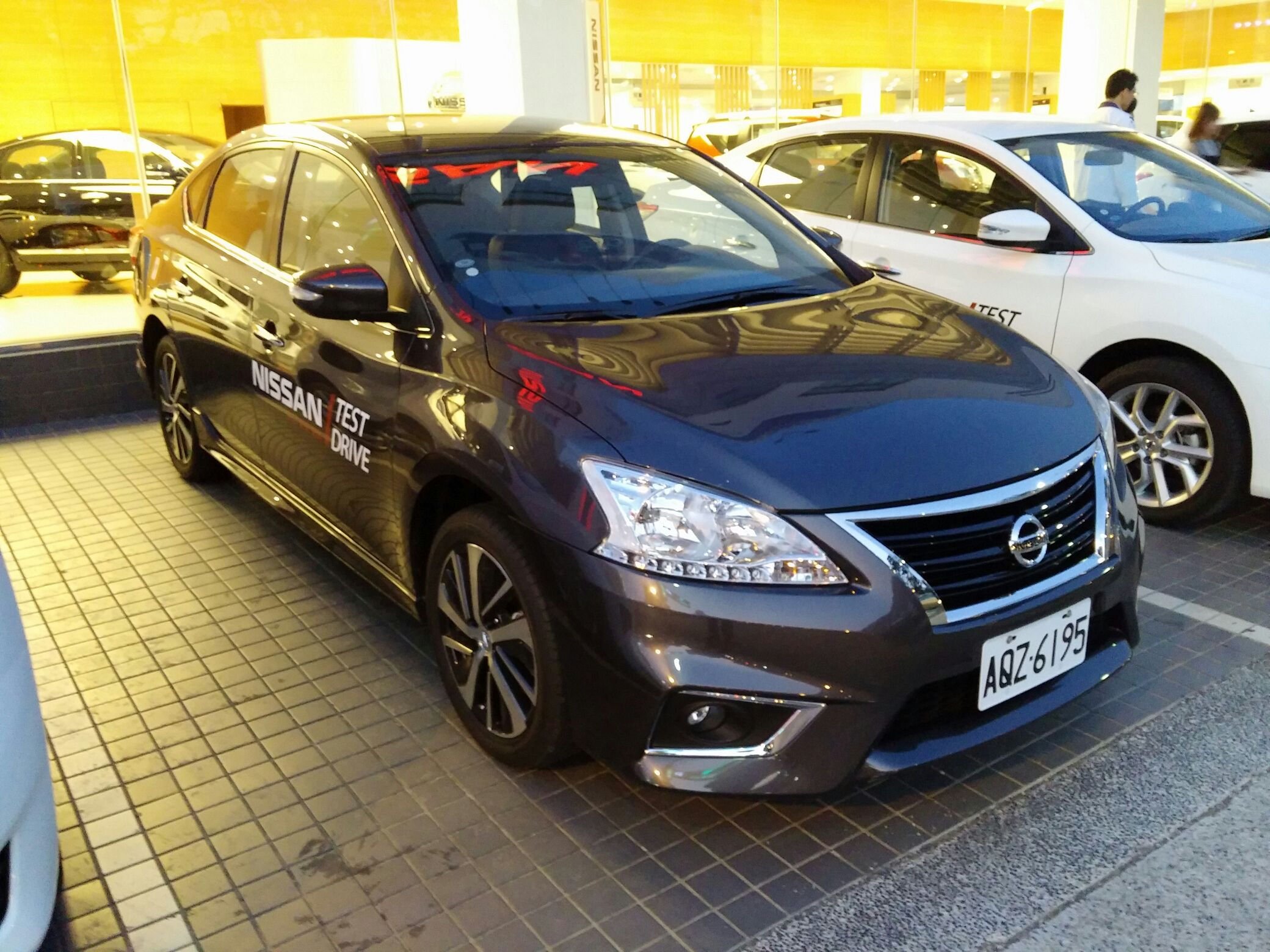
台湾仕様　2012年販売型　セントラエアロ

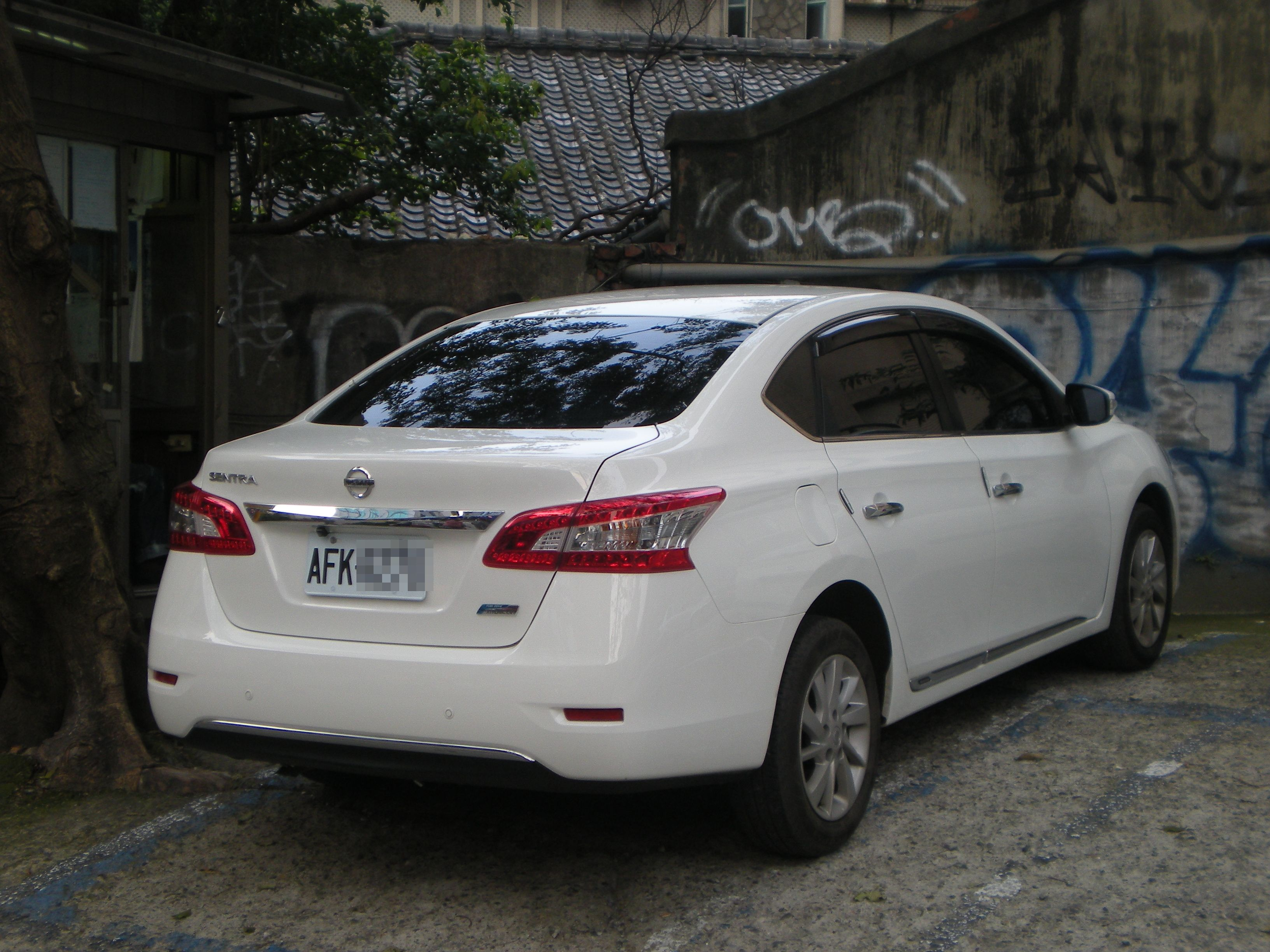
台湾仕様 2012年販売型　スーパーセントラ 豪華版 リア

台湾仕様車についてはG11型ブルーバードの後継車種としてスーパーセントラの名で販売される。かつて、同市場ではG10型が「セントラ」の名で販売されていたため、事実上のリバイバルネームである。メカニズムは日本仕様のシルフィと同様、全車がMRA8DEエンジンにエクストロニックCVTの組み合わせのみとなるが、グレード体系は大きく異なり、「經典版」、「傳奇版」、「豪華版」、「豪華影音版」、「旗艦版」の5種となる。グレードにより、日本仕様には用意されないサンルーフ、17インチアルミホイールなどが用意される半面、シルフィに備わるセンターアームレストスルー機構は省略される。
2014年12月2日には、台湾向け限定仕様としてオーテックジャパンと共同開発したセントラ エアロを追加（あたまに「スーパー」は付かない）。専用のフロントエアダム、サイドステップ、リヤアンダースポイラー&トランクスポイラー、専用17インチアルミホイールを装備している。尚、アルミホイールを除いたすべてのアイテムは2015年8月に日本市場で登場した「シルフィ　Sツーリング」と同一品である。
2017年11月3日、北米仕様とほぼ同様の外観に改良されると同時に、車名からスーパーが取れ、単に「セントラ」となった。エアロパーツ仕様のセントラエアロも消滅している。グレードは「豪華版」、「旗艦版」、「尊爵版」の3種。

### パルサー
オセアニア市場においてはパルサーセダンとして、パルサーハッチ（2代目C12型ティーダのオセアニア名）とともに販売される。オセアニア市場においては先々代のG10型ブルーバードシルフィがパルサーの名称で2006年まで販売されていたが、ティーダセダンが後継車として発売されたことによって一時パルサーの名称が廃止されており、B17型パルサーセダンの登場により6年ぶりにパルサーの車名が復活した。
豪州市場では当初は「ST」、「ST-L」、「Ti」の3グレード体制が採られ、1.8Lエンジン搭載車のみが用意された。「ST」および「ST-L」には6速MTとCVTが、「Ti」にはCVTのみが組み合わせられる。「ST-L」および「Ti」にはドアミラーウインカーやLEDクリアランスランプが装備され、「ST」および「ST-L」には16インチアルミホイールが装着され、最上級グレードの「Ti」には17インチアルミホイールおよびカーナビゲーションシステムも装備される。途中の年次改良により「Ti」は廃止され、代わって「Ti」の一部装備を引き継ぎ、エアロパーツやインテリジェントキー+プッシュスタートボタン等を追加し、MR16DDT型エンジンを搭載した新グレード「SSS」が設定された。尚、トランクにキーホールが備わる点は日本仕様のシルフィと共通である。
オーストラリア市場については販売不振のため、ハッチやマイクラとともに2016年をもって撤退した。

## 年表
- 2012年4月 - 北京モーターショーにて発表
- 2012年7月19日 - 中国市場でシルフィとして販売開始[22]
- 2012年8月30日 - タイ市場でシルフィとして販売開始[23]
- 2012年10月16日 - 北米市場でセントラとして販売開始[24]
- 2012年12月5日 - 日本市場でシルフィとして販売開始[2]
- 2013年2月 - 豪州市場でパルサーセダンとして発売開始[21]
- 2013年10月24日 - 台湾市場でスーパーセントラとして発表・発売開始
- 2015年1月22日 - 日本市場でシルフィの特別仕様車「G ルグラン」[※ 8]を発売[25]。「G」をベースに、専用16インチ切削光輝アルミホイールを装備し、本革シート（本革はシートメインの一部に使用し、その他の部位には人工皮革を使用）と合皮ドアトリムにブラックを採用。ボディカラーは3色を設定した。併せて、カタロググレードの仕様変更を行い、ボディカラーの黒系を従来の「サファイアブラックパール」から「スーパーブラック」に差し替えた。
- 2015年8月24日 - 日本市場でシルフィの特別仕様車「Sツーリング」を発売[26]。「X」をベースに、専用エアロバンパー（フロント/リア、フロントにはメッキフォグランプフィニッシャー付）、専用サイドシルプロテクター、専用リアスポイラー、グロスブラックの専用フロントグリル、専用エンブレム、専用16インチ切削光輝アルミホイール、キセノンヘッドランプを装備したスポーティ感を高めた仕様である。なお、本仕様車はオーテックジャパン扱いで持込み登録となる。
- 2015年12月 - 北米仕様をマイナーチェンジ。フロントに近年の日産車のデザインアイコンである「Vモーション」を採り入れたことで、大幅にデザインが変わった。メカニズム面ではエマージェンシーブレーキやLDW、ブラインドスポットワーニング、インテリジェントクルーズコントロールなどといった安全装備が積極的に投入され、新たにLEDヘッドランプも装備された。尚、フロントデザインの変更で全長は21mm伸びている。
- 2016年3月4日 - 「全新軒逸（オールニューシルフィ）」として中国仕様をマイナーチェンジ[27]。北米仕様であるセントラ同様、フロントに「Vモーション」を採り入れたことで、大幅にデザインが変わった。グレード等の詳細を除き、変更点は北米仕様に概ね準ずる。
- 2016年12月26日（補足）-  日本市場でN17型ラティオが販売終了。これにより同社の5ナンバーセダンが消滅し、B17型シルフィが事実上の代替車種となった[※ 9]。
- 2017年4月 - オーストラリア市場でパルサーセダンが販売終了。
- 2017年11月3日 - 台湾仕様をマイナーチェンジ。Vモーショングリルを採り入れたフロントマスクを採用。安全装備を大幅に強化。車名をセントラに変更。
- 2019年7月 - 中国市場にてB18型が登場。それに伴い、同市場のB17型を「シルフィクラシック」に改称し、B18型と併売。
- 2020年2月 - 日本市場で内部突起に係る協定規則(第21号)に対応。同時に助手席回転シート廃止。
- 2020年9月30日 - 日本仕様車の生産を終了[28]。以後、流通在庫分のみの販売となる。
- 2021年10月26日 - 日本仕様車の販売を終了。これにより、日産は日本市場における1938年誕生の戦前型ダットサン17型セダンを経て1959年誕生のブルーバードを源流とする、基幹クラスのセダンから完全撤退することとなった。